# Cusabo
Cusabo (Cussabee, Cussobo, Corsaboy), kolektivni naziv za grupu indijanskih plemena nastanjenih u najjužnijim predjelima današnje Južne Karoline između Charleston Harbor i rijeke Savannah, uključujući doline rijeka Ashley, Edisto, Ashepoo, Combahee, Salkehatchie, i Coosawhatchie (rijeka)|Coosawhatchie. Od nekadašnjih 4,000 (1600), do 1715. preostalo ih je 535 a 1726. svega 55 smještenih na misiji San Antonio gdje su do 1728. nestali. Posljednji su se vjerojatno priključili Muskogee Indijancima, pa bi se među njima eventualno u Oklahomi moglo naći njihovih potomaka.

## Ime
Ime Cusabo prevodi se kao "Coosawhatchie River (people)."

## Jezik
Jezik Cusabo Indijanaca član je jezične porodice Muskhogean. 

## Plemena
Nije poznat točan broj plemena Cusabo Indijanaca, pa i Swanton govori da lista nije potpuna. Od poznatih plemena, to su bili:
- Ashepoo, donji tok istoimene rijeke.
- Bohicket,
- Combahee, donji tok Combahee .
- Cusabo vlastitri koji obuhvaćaju sjevernu granu: Etiwaw, wando, Kiawa i možda Stono.
- Edisto (Audusta, Orista), na otoku Edisto.
- Escamacu (St. Helena Indijanci, Saint Helena Indijanci), između St. Helena Sounda i Broad Rivera.
- Etiwaw, na rijeci Wando.
- Kiawa, donji tok rijeke Ashley.
- Stono, ušće Stono.
- Wando, rijeka Cooper
- Wappoo ili Wapoo (Wapou)
- Wimbee (Wimbehee), između donje Coosawhatchie i Combahee.

## Sela
- Ahoya (Hoya), na ili blizu rijeke Broad River.
- Ahoyabi.
- Aluste, kod Beauforta.
- Awendaw, kod Awendaw Creeka; možda je pripadalo Sewee Indijancima.
- Bohicket, kod Rockvillea.
- Cambe, kod Beauforta.
- Chatuache, sjevernije od Beauforta.
- Mayon, možda na Broad River.
- Talapo, možda blizu Beauforta.
- Touppa, možda na Broad Riveru.
- Yanahume, možda na južnoj strani Broad Rivera.

## Povijest
U domorodačko vrijeme prije kontakta s Europljanima Cusabo plemena živjela su uz obalu Južne Karoline, od Charlestona do Savannaha, a njihov broj kretao se najmanje oko 4,000. Njihova povijest kasnije više neće dugo trajati. Prvi puta susreću se 1521. s lovcima na robove Lucasa Vázquez de Ayllóna (1475-1526), Španjolca  koji će financirati tri ekspedicije u Novi svijet. Godine 1525. za njegove 3 ekspedicije u koju šalje šest brodova s 500 do 600 kolonista, počet će drugi lov na robove. Kasnije po Ayllónovoj smrti pojavit će se u ovim krajevima nekoliko kolonija. Ribaultova 1562. u Port Royalu. Ovi tu žive kraće vrijeme na teret Indijanaca, ali su obeshrabreni nestali, pa odjedre nazad u Francusku. Huegnoti 1564. podižu koloniju na rijeci St. Johns, na susjednoj floridskoj obali i dolaze u kontakt s Cusabima. Ni ona ne prolazi dobro, jer su je sljedeće 1565. uništili Španjolci, pa su je iduće godine obnovila pod imenom Fort San Felipe. Dolazi do jalovog pokušaja pokrštavanja Indijanaca, ali ovi 1576. podižu pobunu pa je Fort San Felipe napušten sve do 1582.
Nova misija, Chatuache, djeluje od 1633. do 1665. a pet godina kasnije u Južnu Karolinu dolaze engleski naseljenici koji 1671. utemeljuju Charleston. Iste godine kada dolaze Englezi, dolaze i veoma ratoborni Westo Indijanci koji će poharat zemlje i plemena Cusaba. Nakon ovog indijanskog rata, uslijedit će protiv Engleza 1674., 1675. i 1693. ustanci Coosa i Stono Indijanaca. Od 1711. do 1712. dio ih ipak sudjeluje s John Barnwellom u ekspediciji protiv sjevernog plemena Tuscarora u Sjevernoj Karolini. Tri godine kasnije (1715) opet su s Englezima u ratu protiv Yamaseeja.
Zbog lojalnosti Englezima u ratovima protiv Indijanaca ovi im 1712. dozvoljavaju da se nasele na otoku Palawana blizu Beauforta, što su neka plemena (Kiawa i Etiwan) odbili. Na ovom otoku održali su sve do 1738. naklon čega nestaju. Ostali Cusabi otišli su ili na Floridu ili su se pomiješali s Catawbama i Creekima. Godine 1750. plemena Cusabo su nestala iz povijesti.

## Etnografija
Cusabi po lokalitetu pripadaju Jugoistočnim Indijancima. Naselja su im bila zaštićena obrambenim zidovima (palisadama), unutar kojih se nalaze nastambe za stanovanje, kolibe od drvenog kostura prekrivene korom cedra ili čempresa. U središtu mjesta nalazi se i kuća vijeća za plemenske sastanke, a ispred nje središnji prostor (plaza) za održavanje plesova i igara. 
Cusabi ratari, ribari lovci. Kukuruz, grah i tikve glavne su kulture. Glavna lovina bili su jelen, medvjed i divlji puran, i hvatali su i slatkovodnu ribu.  
Pregače od jelenje kože i bojanje tijela glavna su odjeća za muškarca preko tople sezone, dok bi zimi nosili kožne leggingse (nogavice) i plašteve, a žene kožne suknje do koljena. Žene su kosu nosile dugu i kitile ju školjkicama, zrncima i perjem. Tetoviranje je bilo uobičajeno i za muškarce i za žene. 
Uz plesne svečanosti igra loptom bila je glavna sportska aktivnost i razonoda. 

## Vanjske poveznice
- Cusabo  Arhivirana inačica izvorne stranice od 18. kolovoza 2016. (Wayback Machine)